# Fiocchi

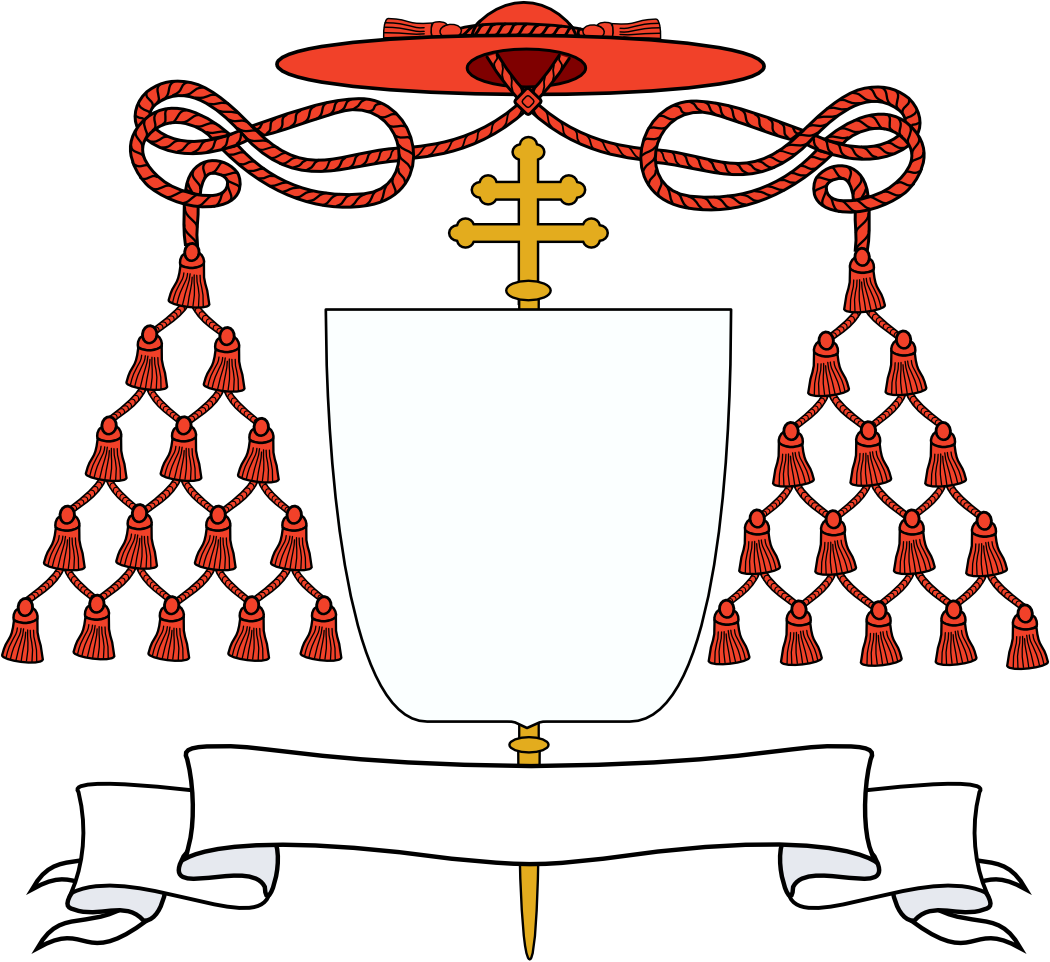
Kardinalshut mit je 15 Fiocchi

Fiocchi (aus dem Italienischen) werden die Quasten in der Heraldik bezeichnet, die an den Hüten Geistlicher in unterschiedlicher Farbe und Menge zu beiden Wappenseiten herabhängen. Hüte, die mit diesen Fiocchi geschmückt werden, sind beispielsweise der Bischofshut, der Erzbischofshut, Kardinalshut und der Prälatenhut. Diese Hüte, einschließlich der Quasten, werden zu den Prachtstücken gezählt. Sie ersetzen seit dem Mittelalter die Rangkrone oder den Helm mit Helmzier. In der Neuzeit gibt es auch Kombinationen im Oberwappen.
Die Farbe und die Anzahl richten sich nach der Stellung des Wappenträgers. War die Anzahl seit dem Auftreten in der Heraldik Mitte des 13. Jahrhunderts noch beliebig, änderte sich das mit festen Regeln ab 1832.
Die Anordnung folgt entsprechend der Anzahl Fiocchi je Reihe und Seite dieser Zahlenfolge: 1, 2, 3, 4, 5 (15) oder 1, 2, 3, 4 (10) beziehungsweise 1, 2, 3 (6).
- Kardinal mit rotem Hut und je 15 Fiocchi
- Patriarch mit grünem Hut und je 15 Fiocchi
- Erzbischof mit grünem Hut und je 10 Fiocchi
- Bischof und Prälat nullius grüner Hut und je 6 Fiocchi
- Prälat mit violetten Hut und je 6 Fiocchi (rot oder violett)
- Ordensgeneral, Generalvikar, Abt, Pröpste mit schwarzen Hut und je 6 Fiocchi
- Prior, Dekan, Pfarrer mit schwarzen Hut und 6, 4, 2 Fiocchi

## Historische reale Verwendung der Fiocchi
- In den Zeiten des Kirchenstaats vor 1870 waren die Fiocchi unterschiedlicher Farbe als äußere Zeichen des Status an den Kutschen und Pferdehalftern von Kardinälen in Rom und den mit höheren Regierungsfunktionen im Kirchenstaat betrauten Prälaten angebracht.[2][3]
- Fiocchi waren in Verwendung als Statuszeichen im europäischen Gesandtschaftsrecht (Protokoll). Die Befugniss mit sechs Pferden, welche mit Staatsquasten (Fiocchi) geziert sind, zu fahren, gestehet man allgemein den Gesandten der ersten Classe zu.[4]